# Caspar Olevian

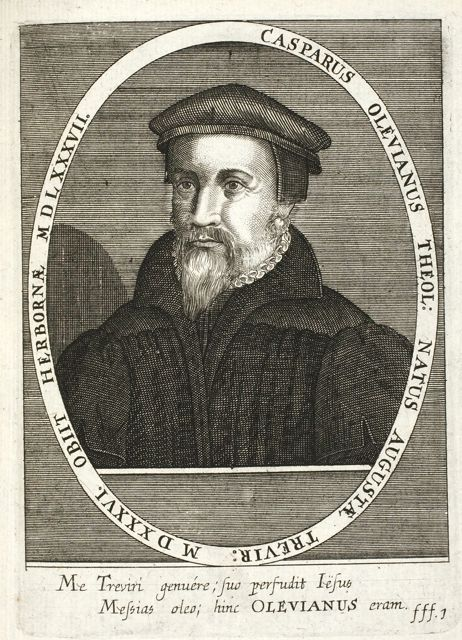
Caspar Olevian auf einem Kupferstich aus dem 16. Jahrhundert

Caspar Olevian, auch Kaspar Olevianus, latinisiert mit der Bedeutung „aus Olewig“ (* 10. August 1536 in Trier; † 15. März 1587 in Herborn) war ein deutscher reformierter Theologe und ein bedeutender Vertreter der „Zweiten Reformation“ in Deutschland. Er wirkte als Professor in Heidelberg, wo er als Kommissionsmitglied an der Schlussfassung des Heidelberger Katechismus beteiligt war, sowie an der Hohen Schule Herborn.

## Leben

### Kindheit und Ausbildung

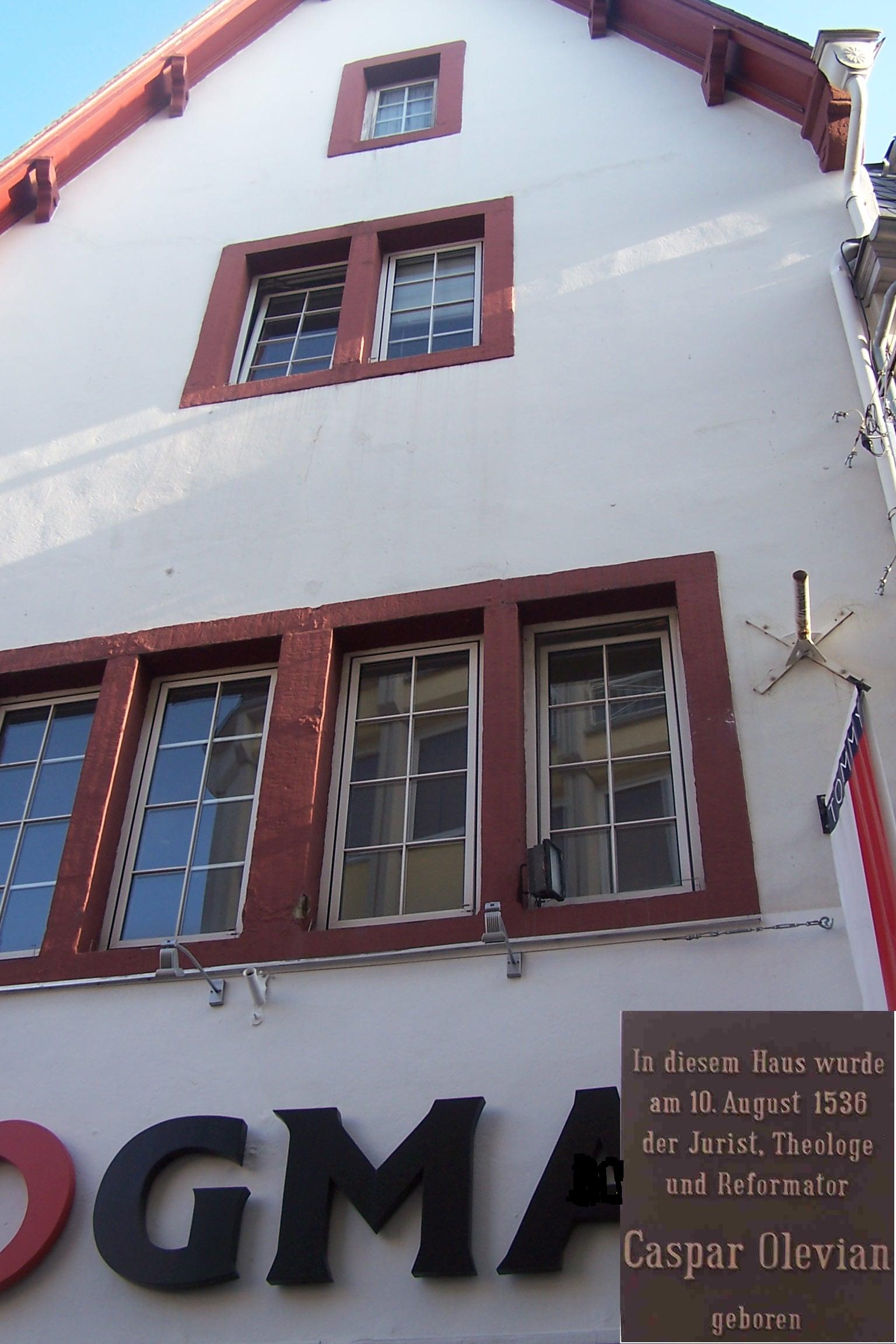
Geburtshaus Caspar Olevian in der Trierer Grabenstraße am Pranger

Caspar Olevian wurde als Sohn von Gerhard von der Olewig († 1559), eines Bäckers, Zunftmeisters, Ratsherrn und städtischen Rentmeisters geboren. Seine Mutter Anna (1514–1596) war eine Tochter von Antonius Sinzig († 1551), Metzger, Zunftmeister und Ratsherr in Trier. Als Geschwister sind der Goldschmied, Mechaniker und Baumeister Matthias (* vor 1536), der Arzt Friedrich († 1576), Anton, Anna († 1596) und Irmina bekannt. Den Namen Olevian leitete der Vater von dem heutigen Trierer Stadtteil Olewig ab, aus dem die Familie ursprünglich stammte. Caspar Olevian besuchte verschiedene Schulen in Trier. Mit erst 13 Jahren verließ er die Stadt; er wurde zur weiteren Ausbildung nach Paris zu den Oberklassen des Gymnasiums und dem Studium der Artes entsandt. Später studierte er in Orléans und Bourges Rechtswissenschaft, wo er 1557 unter dem Zivilrechtler Franciscus Duarenus zum Dr. juris promovierte.
Während der Studienjahre Olevians erlebte der französische Protestantismus seine frühe große Ausbreitung und seine erste Organisationsstufe in heimlichen Gemeinden. In Bourges wurde er im Geiste des Calvinismus geprägt und dauerhaft ausgerichtet. Der Student Olevian wurde dort in einer heimlichen Hugenottengemeinde evangelisch. Auch zwei seiner Professoren waren persönlich Protestanten, sein Doktorvater Duarenus mit Angleichung an die herrschenden katholischen Verhältnisse.
Im Juli 1556 geriet Olevian in große Gefahr. Adelige Studenten hatten auf der Loire leichtsinnigerweise ihren Kahn zum Kentern gebracht und waren dabei ertrunken, unter ihnen der ebenfalls in Bourges studierende 15-jährige Pfalzgrafensohn Hermann Ludwig von der Pfalz (1541–1556) sowie Olevians Freund, der Hofmeister des Prinzen. Olevian, der den Unfall vom Ufer aus beobachtet hatte, sprang ins Wasser, kam aber bei dem Versuch, als Nichtschwimmer Hilfe zu leisten, beinahe selbst ums Leben. In seiner Todesnot gelobte er, sich dem Studium der Theologie und der Ausbreitung des Evangeliums zu widmen, wenn er mit dem Leben davonkäme.
Wegen dieses Gelübdes beschloss Olevian, sich in der Schweiz auf das reformatorische Predigtamt vorzubereiten und ein Theologiestudium aufzunehmen. Im März 1558 reiste er zu diesem Zweck über Straßburg nach Genf, wo er bei Johannes Calvin Theologie hörte. Wegen Calvins Krankheit wechselte er an die Schola Carolina nach Zürich zu Peter Martyr Vermigli. Dort hörte er auch Heinrich Bullinger, in Lausanne war er Schüler von Theodor Beza.

### In Trier
Im Juni 1559 kehrte er nach Trier zurück. Vom Rat der Stadt wurde er zunächst förmlich als Lateinlehrer eingestellt und unterrichtete an der Burse. Später richtete er einen deutschen Katechismus-Unterricht ein und steigerte ab August 1559 als öffentlicher Prediger durch sein kraftvolles Auftreten und seine mitreißende evangelische Predigt den Zulauf zu der zunächst noch kleinen evangelischen Gemeinde am Ort gewaltig, so dass innerhalb kurzer Zeit etwa ein Drittel der Bevölkerung der Stadt Trier zur Gemeinde zählte.

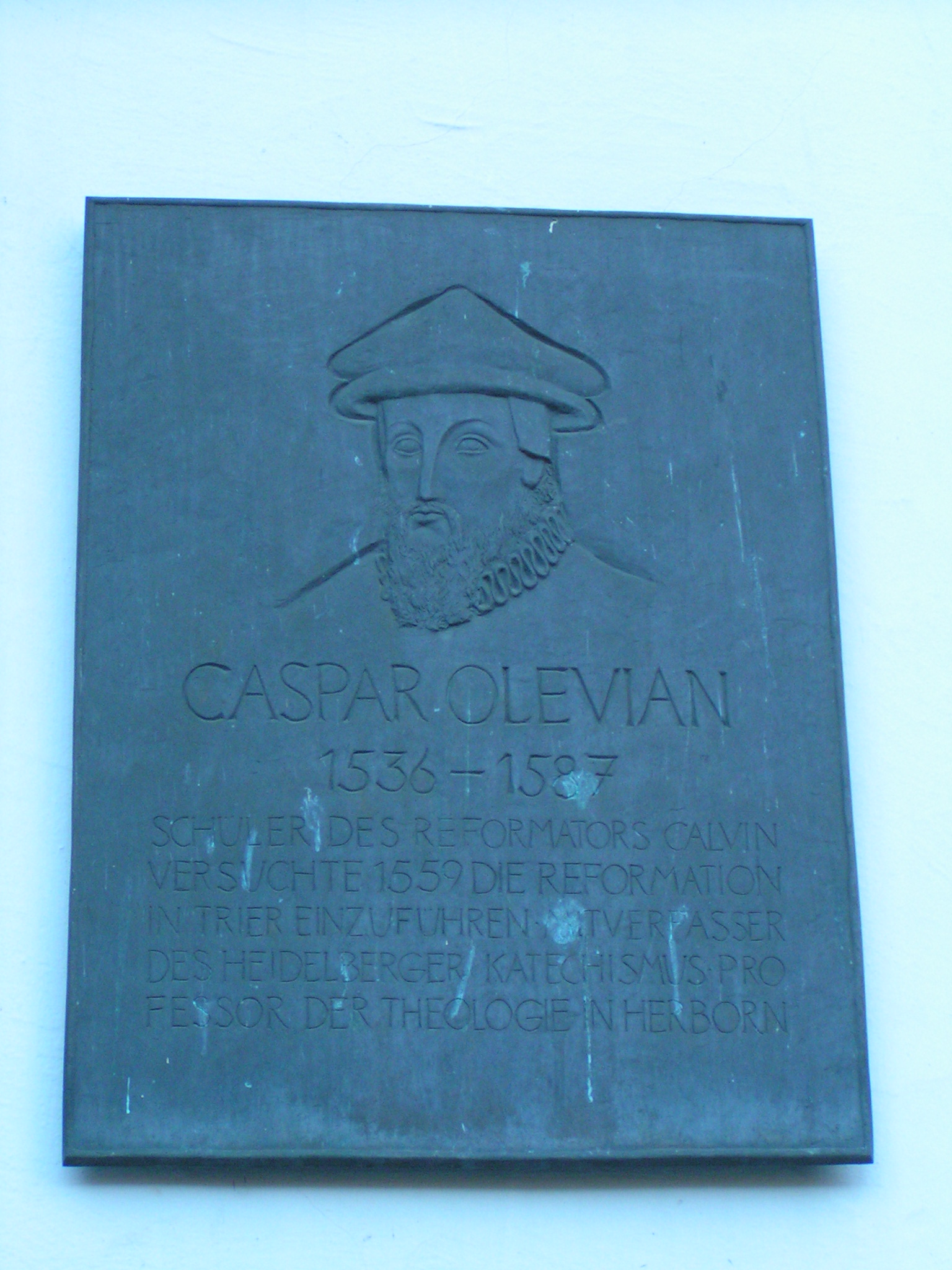
Gedenktafel für Caspar Olevian an der Nordseite des Kurfürstlichen Palais in Trier

Noch im selben Jahr fiel Trier auf Betreiben des Erzbischofs Johann VI. von der Leyen an die katholische Seite. Eine Mehrheit des Rates wie der Zünfte der Stadt verbot Caspar Olevian die Predigt in städtischen Räumen, allerdings nicht an anderer Stätte. Ein solches Verbot wurde jedoch von den Räten des Erzbischofs und Kurfürsten von Trier ausgesprochen und damit begründet, Trier sei keine Reichsstadt, die Bestimmungen des Augsburger Religionsfriedens von 1555 („cuius regio eius religio“) träfen deshalb auf die Stadt und ihren Magistrat nicht zu. Das Reichskammergericht hat diese Argumentation später bestätigt.
Etliche Trierer Protestanten, unter ihnen auch Caspar Olevian, wurden in dieser Zeit gefangen gesetzt und erst freigelassen, nachdem sie gelobt hatten, entweder zum rechtmäßigen katholischen Glauben zurückzukehren oder aber die Stadt zu verlassen. Viele erklärten, wieder katholisch werden zu wollen, eine nicht geringe Anzahl von Bürgern wanderte aus. Die Reformation in Trier war damit gescheitert.

### In Heidelberg
Auch Olevian verließ nach zehnwöchiger Haft die Stadt; seine Entlassung hatte er dem Kurfürsten Friedrich III. von der Pfalz zu verdanken, dessen Sohn er in Bourges zu Hilfe hatte kommen wollen. Er erhielt einen Ruf nach Heidelberg, wo er zunächst am Collegium Sapientiae, einer Art Predigerseminar, als Lehrer angestellt wurde. 1560 übernahm er kurzzeitig eine Theologieprofessur an der Universität Heidelberg, gab diese Stelle jedoch auf, weil es mehr seiner Art entsprach, im praktischen Kirchendienst zu stehen. 1561 heiratete Caspar Olevian die Witwe Philippine von Metz. Aus der Ehe gingen drei Kinder hervor, zwei Söhne und eine Tochter. Olevian wirkte dann als Stadtpfarrer an der Peterskirche und später an der Heiliggeistkirche sowie als Hofprediger. Der Kurfürst schenkte ihm sein volles Vertrauen und berief ihn zum Mitglied des 1562 neu errichteten Kirchenrates. Aus dieser Position heraus war er maßgeblich an der Neuordnung des pfälzischen Kirchenwesens nach reformiert-calvinistischen Grundsätzen beteiligt und erlebte dort die Entstehung des Heidelberger Katechismus.
„Nicht länger haltbar ist die alte These, dass Olevianus ein Mitverfasser des Katechismus gewesen sei, auch nicht die jüngere Hypothese, daß die Endfassung des deutschen Textes auf ihn zurückgehe. Olevianus war ein Kommissionsmitglied unter anderen. Mit dem endgültigen Katechismus war er persönlich nicht zufrieden. Er hätte sich ihn stärker an die Theologie von Calvin angelehnt gewünscht. Als leitender Kirchenmann aber war er an der kirchlichen Einführung des Katechismus wesentlich beteiligt.“:S. 89 Olevianus veranlasste den Kurfürsten zur Ergänzung des Katechismus um die Frage 80, die „ganz im Sinne Friedrichs war.“:S. 90
An der reformierten Kirchenordnung für die Kurpfalz, die am 15. November 1563 veröffentlicht wurde, mit ihren presbyterial-synodalen Elementen neben dem landesherrlichen Konsistorium, mit ihrer neuen Praxis der Abendmahlsausteilung und vor allem mit ihren vom Presbyterium statt von der landesherrlichen Polizeigewalt überwachten und kontrollierten strengen Vorschriften der Kirchenzucht wirkte er entscheidend mit. Als einflussreicher Vertrauter des pfälzischen Kurfürsten reiste er mit diesem zu den Religionsgesprächen in Maulbronn (1564), in Oppenheim (1565) und in Amberg in der Oberpfalz (1566). Olevian begleitete Kurfürst Friedrich auch öfter bei Aufhebungen von Klöstern und Stiften in der Kurpfalz, wo es nicht selten zu gewaltsamen Übergriffen kam, so am 9. Mai 1565 im Cyriakusstift (Worms). Dort zerstörte man die komplette Einrichtung und verbrannte sie; Caspar Olevian brach eigenhändig den Tabernakel auf und der Kurfürst zerbröselte unter dessen zustimmenden Kommentaren die vorgefundenen konsekrierten Hostien mit den Händen.
Eine Beteiligung Olevians am Todesurteil des Häretikers Johannes Sylvanus lässt sich wissenschaftlich nicht belegen. Nach Kuhn liegt die alleinige Verantwortung bei Friedrich III. Die Notwendigkeit der Hinrichtung wurde im Kirchenrat kontrovers diskutiert, da Sylvanus, der auch ein Gegner der sogenannten Kirchenzucht war, seine Bestreitung der Göttlichkeit Jesu Christi widerrufen hatte. Zwei andere Theologen bestanden dennoch auf der Enthauptung, da eine Schonung „die allergrausamste Unbarmherzigkeit gegen die christliche Gemeinde“ sei.

### In Berleburg und Herborn
Nach dem Tod des dezidiert calvinistischen Friedrich III. im Herbst 1576 und dem Regierungsantritt seines lutherischen Sohnes Ludwig VI. musste Caspar Olevian Heidelberg verlassen. Er fand 1577 Aufnahme am Hofe des Grafen Ludwig I. von Wittgenstein in Berleburg, wo er die Erziehung der Söhne des Grafen leitete. Von Berleburg aus nahm er Einfluss auf den Fortgang der Reformation in der Grafschaft wie in den nahegelegenen nassauischen Fürstentümern und Grafschaften der Wetterau bis nach Solms-Braunfels und Wied. So verfasste er in jenen Jahren einen auf die Bedürfnisse des Landvolks abgestimmten „Bauernkatechismus“ und beteiligte sich engagiert an Versammlungen und Synoden.
1584 berief ihn Graf Johann VI. von Nassau-Dillenburg in sein Territorium und vertraute ihm die Gründung der Hohen Schule in Herborn an, die noch im selben Jahr entstand. Olevian wurde ihr erster Rektor und war, neben Johannes Piscator, ihr führender Theologe. Ein letzter Höhepunkt im Leben von Olevian war die Herborner Generalsynode 1586, die er leitete und auf der die reformierten Kirchen von Nassau-Dillenburg, Wittgenstein, Solms-Braunfels und Wied-Runkel vertreten waren. Die insgesamt 26 Theologen schlossen sich zu einer überterritorialen Kirche zusammen, überwanden also erstmals in Deutschland den ausschließlich territorialen Charakter einer reformatorischen Kirche und entschieden sich nach langen und heftigen Auseinandersetzungen für eine Kirchenverfassung, die eine Mischform aus presbyterialen und konsistorialen Elementen darstellte.
Auch Olevian selbst überwand im Laufe seines Lebens viele Grenzen: Erst die Standesgrenze vom Bäckerssohn zum Studierenden, dann die Sprachgrenze vom Französischen zum Deutschen, die Fakultätsgrenze von der Jurisprudenz zur Theologie und vor allem die Konfessionsgrenze vom Katholizismus zum Protestantismus. Diese Aufgeschlossenheit für das Neue und die Suche nach der Wahrheit auf der einen Seite und das Akzeptieren von Grenzen durch das Beziehen von Positionen auf der anderen Seite sind Wesensmerkmale Caspar Olevians. Damit machte er sich – als einer der bedeutendsten Reformatoren Deutschlands – für die Volkskirche zum Wegweiser der Ökumene der heutigen Zeit.
Caspar Olevian starb am 15. März 1587 an den Folgen eines Unfalls, den er bereits am 30. Dezember 1586 erlitten hatte. Bei einem Krankenbesuch war er auf einem vereisten Weg mehrmals schwer gestürzt und hatte dabei innere Verletzungen davongetragen, die man damals weder zu erkennen noch zu behandeln wusste. Berühmt geworden ist sein letztes Wort: Auf die Frage seines Kollegen Ulsted, ob er auch seines Heils gewiss sei, antwortete er „Certissimus“. Am 18. März 1587 wurde Caspar Olevian in der Evangelischen Stadtkirche Herborn beigesetzt, wo ihm 1887 ein neugotisches Epitaph gesetzt wurde.

## Wirken
Als Dogmatiker entwickelte Caspar Olevian die von Heinrich Bullinger übernommene Bundes-(Föderal-)Theologie weiter fort und machte in seinem Hauptwerk De substantia foederis gratuiti inter Deum et electos (1585) den Gedanken eines Bundes Gottes mit den Menschen zur Grundlage seines biblischen Verständnisses. Er begriff die gesamte Geschichte Gottes mit der Menschheit unter diesem Vorzeichen: Mit Adam habe Gott einen natürlichen Bund (foedus naturae) vereinbart, den die Menschen durch die Sünde gebrochen hätten, worauf Gott mit ihnen einen neuen Bund, einen Gnadenbund, geschlossen und durch den Tod seines Sohnes besiegelt habe. Kern dieses Gnadenbundes sei die Erwählung von Menschen, durch ihn werde Heilsgewissheit vermittelt, in ihm werde Gottesherrschaft – das Reich Gottes – verwirklicht. Caspar Olevian verband den Gnadenbund Gottes mit dem Reich Gottes, und er stellte dar, wie die Gewissheit des Heiles, der Zugehörigkeit zum Reich Gottes, den Menschen zugesprochen wird: durch den fortschreitenden Glauben und durch die äußeren Mittel der sichtbaren Kirche, das Wort in der Predigt und die Sakramente.
An der Exegese der Bibel versuchte sich Caspar Olevian nur in geringem Umfang, so etwa an den Paulusbriefen. Darin unterscheidet er sich von seinen Lehrern Calvin und Bullinger.

## Schriften (Auswahl)
- Kurtze Sum(m) und innhalt Ettlicher Predigten vom Hl. Abendmal unsers Heilands Jesu Christi, 1563.
- Vester Grund, das ist, Die Artickel des alten, waren, ungezweiffelten Christl. Glaubens, 1567 (übersetzt ins Niederländische 1632).
- Daß es nicht war sey, (wie etliche schreyen), Daß man in der Kirchen zu Heidelberg die Almächtigkeit deß Herren Jesu Christi in zweiffel ziehe: Oder von den Worten deß heiligen Abendmals und ihrem rechten verstandt abweiche, Maier, Heidelberg 1575.
- Expositio Symboli Apostolici, Sive Articvlorum fidei: in qua summa gratuiti foederis aeterni inter Deum & fideles breuiter & perspicuè tractatur. Desumpta ex concionibus Catecheticis Gasparis Oleuiani Treuiri, Andreas Wechel, Frankfurt 1576, 1580 und 1584.
  - An exposition of the symbole of the Apostles, or rather of the articles of faith: gathered out of the catechising sermons of Gasper Olevian Trevir, H. Middleton, London 1581.
- De substantia Foederis gratuiti inter Deum et electos, Itemque de mediis, quibus ea ipsa substantia nobis communicatur, Libri duo, Eustache Vignon, 1585.
- Institutionis Christianae Religionis Epitome, Ex Institutione Johannis Calvinie excerpta, authoris methodo et verbis retentis, 1586.
- Der Gnadenbund Gottes, 1590 (herausgegeben mit Kommentar von G. Franz, J. F. Gerhard Goeters und Wilhelm Holtmann, Köln 1994).

## Familie
1561 heiratete Olevian in Heidelberg Philippe N. aus Metz, die 1611 verstarb. Sie hatten zwei Söhne und eine Tochter: Paulus (* vor 9. September 1575), Jurist und Ratsherr; Ludwig, Arzt in Basel; Elisabeth, die 1599 Gottfried Hatzfeld und 1605 mit Friedrich Schütz verheiratet war.

## Gedenken
- Gedenktag: 15. März im Evangelischen Namenkalender.[9]

- Am 19. Mai 1992 wurde in Trier die Caspar-Olevian-Gesellschaft gegründet. Sie will an Caspar Olevian erinnern, sein theologisches und rechtliches Lebenswerk würdigen und wissenschaftliche Arbeiten in Theologie, Rechtswissenschaften, Geschichte und Pädagogik fördern mittels eines Caspar-Olevian-Preises.[10]